# Constant Coursimault

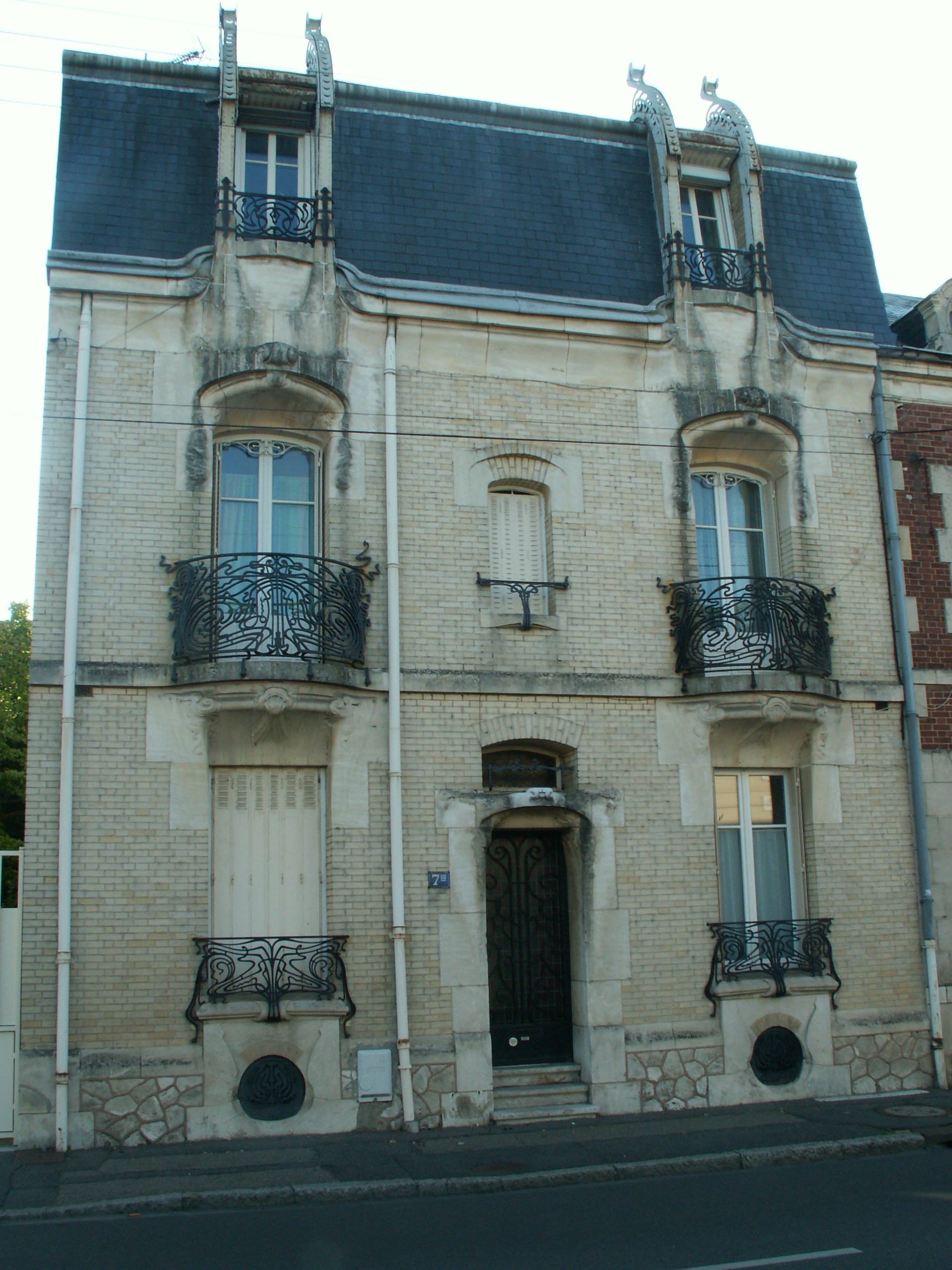
Maison au 7bis route d'Olivet à Orléans.

Constant Eugène Coursimault est un architecte français né à Saint-Jean-le-Blanc le 31 janvier 1879 et mort en juillet 1952.

## Biographie
Constant Eugène Coursimault, fils de Félix Cyprien Coursimault et Rosalie Josephine Lanson, est un architecte établi à Orléans, architecte du département du Loiret. 
Il a réalisé plusieurs bâtiments à Orléans[réf. souhaitée] :
- Immeuble, 41 rue de Vaucouleurs, en 1910,
- Quartier résidentiel réglementé Coursimault où il a réalisé plusieurs maisons le long de la rue Coursimault dans les années 1930,
- Quatre édifices dans le quartier des Champs-Élysées[2],[3] :
  - Caisse Départementale des Assurances Sociales, 18 rue Théophile Chollet, en 1937[4],
  - Établissement de l'office régional du Crédit-Agricole, 23 rue Théophile-Chollet, en 1931-1932,
- Maison, 4 rue Lanson (1905)[5],
- Maison, 7bis route d'Olivet (1906)[6],
- La Pouponnière, crèche édifiée 85 faubourg Saint-Jean, en 1933, construite pour remplacer la crèche de l'hôpital général,
- Villa, 110 rue du Faubourg-Madeleine, en 1937.

Dans le Loiret, il aménage le petit séminaire de La Chapelle-Saint-Mesmin en sanatorium départemental en 1922, il réalise l'abattoir municipal de Malesherbes, en 1929, et un bâtiment pour la ville de Puiseaux, en 1932.
À Paris, il a réalisé en 1911 un immeuble, 298-300 rue des Pyrénées.
Il a fait les plans des monuments aux morts de Saint-Jean-de-Blaye, de Patay et de Puiseaux.

## Récompense
Il a reçu en 1920 le prix Rougier de l'Académie des beaux-arts pour ses relevés d'architecture de l'abbatiale de Saint-Benoît-sur-Loire.

## Hommage
- Rue Coursimault, à Orléans.